# 山村兵衛
山村 兵衛（やまむら ひょうえ、1890年（明治23年）12月5日 - 1953年（昭和28年）6月25日）は、大日本帝国陸軍軍人。最終階級は陸軍少将。

## 経歴
1890年（明治23年）に和歌山県で生まれた。1912年（明治45年）5月28日、陸軍士官学校第24期卒業。同年12月24日、陸軍歩兵少尉に任官された。
1939年（昭和14年）3月9日に陸軍歩兵大佐に進級し、8月1日に秋田連隊区司令官に着任。1940年（昭和15年）8月に歩兵第154連隊の初代連隊長（中部軍・第54師団・第54歩兵団）に転じた。
1944年（昭和19年）6月10日に第12独立守備隊長（南方軍）に就任し、クアラルンプールに出征。同年8月1日に陸軍少将に進級、10月16日に独立混成第71旅団長（南方軍・第37軍）に就任し、クチンの守備に任じて終戦を迎えた。
1947年（昭和22年）11月28日、公職追放仮指定を受けた。